# 丁情
丁情（1954年—2018年），本名蔣慶隆，藝名小黃龍、黃小龍，曾在台灣電影界工作，後投入武俠小說創作，被視為古龍最得意的弟子。
由萬盛出版社出版的《怒劍狂花》、《那一劍的風情》、《邊城刀聲》三部書是在古龍指導下完成，正式出版時掛以兩人名字。

## 已出版作品
- 《那一劍的風情》：萬盛出版/1985.10/全三冊/萬盛武俠系列（《怒劍狂花》前傳）
- 《怒劍狂花》：萬盛出版/1985.10/全三冊/萬盛武俠系列（《怒劍狂花》正傳）
- 《邊城刀聲》：萬盛出版/1986.06/全三冊/萬盛武俠系列（《邊城浪子》別傳）
- 《西門無恨》：萬盛出版/1993.11/全二冊/龍吟虎嘯系列12（楚留香“後傳”，電影版西門無恨劇本改寫）
- 《流星前夕》：萬盛出版/1993.11/全三冊/龍吟虎嘯系列13（據《流星•蝴蝶•劍》“改寫”）
- 《刀的靈異》：萬盛出版/1994.05/全三冊/龍吟虎嘯系列14（用了一堆臺灣老演員名字當角色的故事）
- 《劍光中的魅影》：萬盛出版/1994.06/全三冊/龍吟虎嘯系列15（楚留香“相關故事”+黃鷹《吸血蛾》）
- 《小刀悲情》：萬盛出版/1995.08/全二冊/龍吟虎嘯系列18（“古代版”《絕不低頭》）
- 《殤之飛刀》：萬盛出版/1995.08/全三冊/龍吟虎嘯系列19（《飛刀又見飛刀》“回憶”+《三少爺的劍》“改寫”）

以上為正式掛名出版者。

## 其他作品
- 代寫《午夜蘭花》：丁情於《殤之飛刀》後記中提到。
- 代抄《飛刀又見飛刀》：古龍口述，丁情代寫，《殤之飛刀》後記中提到。
- 《藍色湖泊中的刀》：2008於《丁情與古龍》部落格中發表第一集，疑為古龍生前所命書名。

## 散文及相關文章列表
- 《怒劍狂花》附篇

A.古龍來也（作者：薛興國）
B.不吐不快——心中的話之一
C.後記——心中的話之二
- 《西門無恨》附篇

A.再見古龍
B.和你聊聊
C.我眼中的丁情（作者：錢幽蘭）
- 《流星前夕》附篇

A.何妨談談
B.閑著也是閑著
C.一些朋友一些問話
- 《刀的靈異》附篇

A.丁情何來
B.再說一次
C.古大俠的最後一劍
- 《劍光中的魅影》附篇

A.沒有結束
B.心路
C.閒扯一下
- 《小刀悲情》附篇

A.心路（同《劍光中的魅影》附篇）
- 《殤之飛刀》附篇

A.佔兩篇幅
B.悲殤
C.貓論
D.我的老公丁情（作者：錢玉蘭）
- 《丁情與古龍》部落格網路新篇

A.『無恨』的女人
B.一段帶有酒意的武俠回憶 
C.無悔的殤